# Национальный конгресс Судана
«Национальный конгресс» (араб. المؤتمر الوطني‎; al-Mu'tamar al-Waṭanī) — ликвидированная политическая партия в Судане, возглавлявшаяся президентом Судана Омаром аль-Баширом. В идеологии партии переплетались исламизм, панарабизм, арабский национализм, антисионизм, популизм и консерватизм.

## История

### Предыстория
После военного переворота в 1969 году президент Судана Джафар Нимейри упразднил все другие политические партии. После политического перехода в 1985 году Тураби реорганизовал бывшую партию в «Национальный исламский фронт» (НИФ), который добился принятия исламской конституции. В конечном итоге НИФ поддержал еще один военный переворот в 1989 году, приведший к власти Омара аль-Башира, который публично поддержал исламистскую программу НИФ. Партийная структура состоит на национальном уровне Генеральной конференции, Совета шуры и Совета лидеров, а также исполнительной власти.
После раскола «Национального исламского фронта» (НИФ) партия была разделена на две части. Исламское движение во главе с его секретарём Хасаном ат-Тураби и военными во главе с Омаром аль-Баширом в 1989 году организовали военный переворот против избранного президента Садыка аль-Махди. Омар аль-Башир, который также стал председателем партии захватил власть в стране, начал институционализацию законов шариата на национальном уровне.

### Создание партии
Партия была создана в 1998 году ключевыми политическими деятелями «Национального исламского фронта» (НИФ), а также другими политиками. Правление НК является самым продолжительным. Политическое движение возникло в результате активности студенческих исламистских группировок «Братьев-мусульман», переживших революционное насилие салафитов и джихадистов.

### Ликвидация
1 марта 2019 года Омар аль-Башир, возглавлявший партию на протяжении нескольких десятилетий, ушёл в отставку с поста председателя партии после продолжающихся массовых протестов. Исполняющим обязанности до проведения следующего съезда назначен его заместитель Ахмед Харун. Однако уже 11 апреля Харун был арестован в ходе военного переворота в стране.
29 ноября 2019 года партия была распущена Суверенным советом Судана. Всё партийное имущество было конфисковано, а всем её членам было запрещено участвовать в выборах в течение десяти лет.